# Противостояние «Никс» — «Нетс»
«Бруклин Нетс» и «Нью-Йорк Никс» — американские профессиональные баскетбольные команды, которые представляют Восточную конференцию НБА. Игры проводят между собой в рамках чемпионата с 1976 года. Исторически противостояние двух команд является больше географическим, чем соперничающим в сущности. «Никс» играют в Мэдисон-сквер-гарден в Манхэттене в одном из боро Нью-Йорка. «Нетс» играли в пригороде Нью-Йорка Лонг-Айленде и в штате Нью-Джерси, а с 2012 года выступают в Барклэйз-центре в Бруклине в другом боро Нью-Йорка. Команды встречались в плей-офф только три раза в первом раунде.
После переезда «Нетс» в Бруклин наблюдается увеличение интенсивности соперничества, что вызвало войну слов между двумя франшизами. Так как арены «Нью-Йорк Никс» и «Бруклин Нетс» находятся соответственно в боро Нью-Йорка Манхэттене и Бруклине, СМИ окрестили это соперничество Битва боро или Столкновение боро.

## История

### Начало (1967—1977)
Отношения между «Никс» и «Нетс» были антагонистичными по отношению к друг другу с момента создания франшизы Нетс. «Нетс» были первоначально созданы в 1967 году как участник-учредитель АБА и назывались «Нью-Йорк Американс». Лига планировала, чтобы команда играла на Оружейном складе 69 полка. «Никс» заставил склад 69 полка отказать «Нетс» в помещении за 3 месяца до старта АБА. Последние потом обосновались в
Тинек амори в Тинеке, Нью-Джерси. Команда переехала и поменяла своё название на «Нью-Джерси Американс».
До слияния АБА с НБА «Нью-Йорк Никс» и «Нью-Йорк Нетс» провели шесть выставочных матчей. Если в первых двух поединках сильнее были баскетболисты «Никс», то заключительную шестую игр выиграли игроки «Нетс».
«Нью-Йорк Нетс» был одной из четырёх команд АБА, которые перешли в НБА в результате слияния АБА с НБА в 1976 году. «Нетс», которые играли в Nassau Veterans Memorial Coliseum, были наказаны штрафом за «посягательство» на территорию «Нью-Йорк Никс» в размере 4,8 миллионов долларов. Сбор за «посягательство» в пользу «Никс» и плата за вступление в НБА сделали невозможным для действующих чемпионов АБА сохранение их звезды Джулиуса Ирвинга. Для выполнения своих финансовых обязательств «Нью-Йорк Нетс» был вынужден продать Ирвинга в «Филадельфию 76».
Когда в 1977 году «Нетс» решили вернуться назад в Нью-Джерси, «Никс» снова пригрозил заблокировал переезд, потому, что это нарушит на их исключительные территориальные права на Нью-Джерси. «Нетс» ответил тем, что будет судится с «Нью-Йорк Никс» на том основании, что их действия нарушают антимонопольные законы. Спор между клубами был урегулирован после вмешательства НБА, «Нетс» согласились выплатить 4 миллиона долларов в пользу «Никс» за право переезда.

### Нью-Йорк против Нью-Джерси (1977—2012)
Между 1977 и 2012 годами «Нетс» играли в штате Нью-Джерси под названием «Нью-Джерси Нетс». В течение этого времени «Никс» в целом больше получал освещения в СМИ независимо от статистики команд, несмотря на то, что обе франшизы, как считалось, играли на Нью-йоркском рынке. Когда «Нью-Йорк Никс» приезжал в Нью-Джерси, чтобы сыграть с «Нетс», арена часто была равномерно распределена между поклонниками клубов. Это было отчасти связано с тем, что две команды были разделены только рекой Гудзон, однако способствующим фактором было то, что билеты в Нью-Джерси были сравнительно дешевле, чем в Мэдисон-сквер-гардене. Атмосфера была часто напряженной среди «непримиримых» поклонников команд, пытающихся установить контроль «преимущества своей площадки».
В своей истории противостояний «Нью-Джерси Нетс» и «Никс» обменивались господством в районе Нью-Йорка. Основные успехи «Нью-Йорк Никс» приходились в конце 1970-х годов и с конца 1980-х до конца 1990-х годов. «Нетс» был сильнее в начале 1980-х и 2000-х годах. Команды дважды встречались в первом раунде плей-офф 1983 и 1994 годах. В обоих случаях сильнее были «Никс».
Соперничество начало накаляться в начале 2000-х годов. С обменом Стефона Марбери в «Финикс Санз» на Джейсона Кидда «Нью-Джерси Нетс» стали выше классом в Восточной конференций в 2001 году. Из-за долго отмеченного расхождения в освещении в СМИ между клубами Нью-Йорка и Нью-Джерси, после его подписания Кидд сказал, что «Нетс» постараются переломить ситуацию с «Никс». (На момент интервью «Нью-Йорк Никс» выиграл 68 матчей у «Нетс» и проиграл им 60 встреч).
Соперничество вновь повернулось на ступеньку выше, когда нью-йоркский уроженец Стефон Марбери, когда-то сурово критикуемый разыгрывающий защитник «Нью-Джерси Нетс», обменянный на Джейсона Кидда, через обмен стал игроком «Нью-Йорк Никс». У Джейсона и Стефона было их собственное противостояние: Кидд, являющимся по общему мнению лучшим разыгрывающим защитником лиги, и Марбури, объявляющий себя лучшим разыгрывающим защитником лиги. Две звезды, которые когда-то были обменяны друг на друга, теперь нашли друг друга на противоположных сторонах интенсивного соперничества, и их соответствующие команды были мотивированы, чтобы доказать своё превосходство в большом Нью-Йорке. Некоторые игроки «Никс» зашли так далеко, чтобы сказать, что они хотели встретиться с «Нью-Джерси Нетс» (действующий двукратный чемпион Восточной конференции в то время) в плей-офф. «Нетс» снесли в первом раунде плей-офф 2004 «Никс». Серия включала в себя перепалку, освещаемую в СМИ, между игроками Тимом Томасом со стороны «Нью-Йорк Никс» и Кеньоном Мартином от «Нью-Джерси Нетс». Томас почти бросил вызов Мартину на поединок и назвал его «fugazi».

### Нью-Йорк против Бруклина (2012—н.в.)
С конца 2000-х годов и по настоящее время «Нью-Йорк Никс» чаще побеждал «Нетс». С момента покупки «Нью-Джерси Нетс» в 2010 году Михаил Прохоров принялся укалывать «Нью-Йорк Никс» и его владельцев. Он заявил, что хочет превратить поклонников «Никс» в поклонников «Нетс», когда команда переедет. Михаил Прохоров летом 2010 года купил рекламный щит, отображавший его и тогдашнего совладельца «Нетс» Jay-Z со словами «Проект Величия», напротив домашней арены «Никс» Мэдисон-сквер-гарден. «Нью-Йорк Никс» ответил на маркетинговую компанию «Нью-Джерси Нетс» рекламным роликом со словами: Вы можете ходить, как мыс, вы можете говорить, как мы, но вы не никогда не собирается быть, как мы. Это побудило Прохорова заявить, что «Нетс» хотел бы быть похожим на «Лейкерс». Михаил Прохоров был счастлив, что «Нью-Джерси Нетс» заставили «Нью-Йорк Никс» переплачивать за Кармело Энтони (путём увеличения своего предложения за Энтони).
В ноябре 2012 года в то время ещё Президент боро Бруклина Марти Марковиц насмешливо назвал «Никс» «Манхэттен Никс» и заявил, что любой житель Бруклина, болеющий за «Нью-Йорк Никс», является изменником.
Неуважение между двумя клубами, включая в себя личные оскорбления (Михаил Прохоров назвал владельца «Нью-Йорк Никс» Джеймса Долана «Этот маленький человек»), достигло точки, что действующий в то время комиссар НБА Дэвид Стерн почувствовал необходимость организовать встречу между владельцами «Нетс» и «Никс», чтобы уменьшить напряженность в отношениях между ними.
25 сентября 2013 года комиссар НБА Дэвид Стерн объявил, что Звёздный уик-энд НБА 2015 года пройдет в Нью-Йорке. На домашней арене клуба «Нью-Йорк Никс» «Мэдисон-сквер-гарден» пройдет матч всех звёзд НБА 2015 года. Матч восходящих звёзд НБА и конкурсы звёздного уикенда пройдут на домашней арене клуба «Бруклин Нетс» «Барклайс-центр».
До начала сезона 2017/2018 «Бруклин Нетс» выиграл шесть из семи матчей в «Барклайс-центре» у «Нью-Йорк Никс».
Перед началом открытия рынка свободных агентов летом 2019 года сообщалось, что «Бруклин Нетс» и «Нью-Йорк Никс» будут вести вести борьбу за привлечение в свои составы Кайри Ирвинга и Кевина Дюранта. Оба игрока стали баскетболистами «Бруклина» в июле 2019 года.
13 февраля 2023 года «Нью-Йорк Никс» прервал серию из 9 поражений подряд против «Нетс», когда выиграл у «Бруклина» на своей площадке со счётом 124 на 106.

## Статистика
Результаты игр (Числа побед), в скобках плей-офф.
| Сезон     | Результаты игр на домашней площадке | Результаты игр на домашней площадке      | Число побед в сезоне | Число побед в сезоне | Ссылка |
| Сезон     | Нью-Йорк Никс «Никс» — «Нетс»       | Бруклин Нетс «Нетс» — «Никс»             | «Никс»               | «Нетс»               | Ссылка |
| --------- | ----------------------------------- | ---------------------------------------- | -------------------- | -------------------- | ------ |
| 1976/77   | 103-104 , 85-86                     | 95-105 , 80-100                          | 2                    | 2                    | [ 26 ] |
| 1977/78   | 101-90 , 126-117                    | 101-109 , 112-110                        | 3                    | 1                    | [ 27 ] |
| 1978/79   | 109-108 , 111-107                   | 104-115 , 116-102                        | 3                    | 1                    | [ 28 ] |
| 1979/80   | 94-92 , 131-102, 115-108            | 106-111 , 118-105, 113-96                | 4                    | 2                    | [ 29 ] |
| 1980/81   | 105-101 , 113-106 , 103-95          | 104-106 , 102-106 , 88-90                | 6                    | 0                    | [ 30 ] |
| 1981/82   | 111-99 , 95-96 , 102-104            | 99-103 , 115-99 , 113-106                | 2                    | 4                    | [ 31 ] |
| 1982/83   | 82-84 , 110-112 , 108-100 (105-99)  | 99-90 , 100-96 , 92-103 (107-118)        | 4 (2)                | 4 (0)                | [ 32 ] |
| 1983/84   | 112-110 , 115-121 , 112-102         | 104-113 , 117-104 , 107-94               | 3                    | 3                    | [ 33 ] |
| 1984/85   | 114-120 , 117-126 , 114-123         | 111-96 , 100-97 , 113-100                | 0                    | 6                    | [ 34 ] |
| 1985/86   | 85-108 , 100-102 , 93-111           | 123-111 , 103-107 , 107-93               | 1                    | 5                    | [ 35 ] |
| 1986/87   | 93-94 , 135-118 , 121-126           | 108-97 , 111-107 , 121-120               | 1                    | 5                    | [ 36 ] |
| 1987/88   | 125-93 , 122-101 , 97-96            | 108-107 , 118-111 , 94-85                | 3                    | 3                    | [ 37 ] |
| 1988/89   | 121-100 , 125-115 , 109-99          | 112-102 , 96-105 , 115-105               | 4                    | 2                    | [ 38 ] |
| 1989/90   | 107-105 , 94-85 , 110-91            | 104-106 , 106-101                        | 4                    | 1                    | [ 39 ] |
| 1990/91   | 106-93 , 90-85                      | 104-125 , 105-115 , 117-130              | 5                    | 0                    | [ 40 ] |
| 1991/92   | 98-96 , 102-94 , 94-96              | 88-114 , 90-75                           | 3                    | 2                    | [ 41 ] |
| 1992/93   | 99-96 , 105-74                      | 94-108 , 102-76                          | 3                    | 1                    | [ 42 ] |
| 1993/94   | 95-97 , 97-86 (91-80 , 90-81)       | 85-81 , 103-83 , 107-88 (93-92 , 92-102) | 4 (3)                | 5 (1)                | [ 43 ] |
| 1994/95   | 83-85 , 107-90 , 92-91              | 91-99 , 85-94                            | 4                    | 1                    | [ 44 ] |
| 1995/96   | 105-93 , 94-78                      | 92-79 , 82-77                            | 2                    | 2                    | [ 45 ] |
| 1996/97   | 98-86 , 74-89                       | 99-102 , 92-86                           | 2                    | 2                    | [ 46 ] |
| 1997/98   | 89-88 , 94-91                       | 103-98 , 97-94                           | 2                    | 2                    | [ 47 ] |
| 1998/99   | 82-74 , 97-96                       | 78-93                                    | 3                    | 0                    | [ 48 ] |
| 1999/2000 | 92-82 , 90-89                       | 89-83 , 89-91                            | 3                    | 1                    | [ 49 ] |
| 2000/01   | 114-104 , 86-95                     | 71-95 , 96-83                            | 2                    | 2                    | [ 50 ] |
| 2001/02   | 96-114 , 94-99                      | 109-83 , 115-93                          | 0                    | 4                    | [ 51 ] |
| 2002/03   | 101-99 , 101-122                    | 105-76 , 101-95                          | 1                    | 3                    | [ 52 ] |
| 2003/04   | 85-95 , 79-65 (78-81 , 94-100)      | 85-80 , 108-83 (107-83 , 99-81)          | 1 (0)                | 7 (4)                | [ 53 ] |
| 2004/05   | 87-79 , 91-93                       | 93-87 , 110-98                           | 1                    | 3                    | [ 54 ] |
| 2005/06   | 101-109 , 90-94                     | 96-83 , 83-90                            | 1                    | 3                    | [ 55 ] |
| 2006/07   | 100-101 , 95-104                    | 101-92 , 100-86                          | 0                    | 4                    | [ 56 ] |
| 2007/08   | 94-86 , 91-106                      | 93-100 , 105-111                         | 3                    | 1                    | [ 57 ] |
| 2008/09   | 89-115 , 102-73                     | 109-121 , 106-101                        | 2                    | 2                    | [ 58 ] |
| 2009/10   | 106-97 , 93-113                     | 91-98 , 104-95                           | 2                    | 2                    | [ 59 ] |
| 2010/11   | 111-100 , 120-116                   | 95-105 , 93-116                          | 4                    | 0                    | [ 60 ] |
| 2011/12   | 99-92 , 92-100                      | 95-104                                   | 2                    | 1                    | [ 61 ] |
| 2012/13   | 100-86 , 85-88                      | 96-89 , 97-100                           | 2                    | 2                    | [ 62 ] |
| 2013/14   | 80-103 , 110-81                     | 83-113 , 98-109                          | 3                    | 1                    | [ 63 ] |
| 2014/15   | 93-98 , 98-100                      | 110-99 , 92-88                           | 0                    | 4                    | [ 64 ] |
| 2015/16   | 108-91, 105-91                      | 110-104, 109-98                          | 2                    | 2                    | [ 65 ] |
| 2016/17   | 110-96, 110-121                     | 90-95, 120-112                           | 2                    | 2                    | [ 66 ] |
| 2017/18   | 107-86, 111-95                      | 104-111, 104-119                         | 4                    | 0                    | [ 67 ] |
| 2018/19   | 105-107, 99-109                     | 96-115, 112-104                          | 1                    | 3                    | [ 68 ] |
| 2019/20   | 101-103, 110-97                     | 113-109, 82-94                           | 2                    | 2                    |        |
| 2020/21   | 109-116                             | 117-112, 114-112                         | 0                    | 3                    |        |
| 2021/22   | 106-111, 98-110                     | 112-110, 110-107                         | 0                    | 4                    |        |
| 2022/23   | 124-106                             | 112-85, 122-115                          | 1                    | 2                    |        |

### Общая статистика
|                  | Нью-Йорк Никс | Бруклин Нетс |
| ---------------- | ------------- | ------------ |
| Всего побед      | 107           | 112          |
| Регулярный сезон | 102           | 107          |
| Плей-офф         | 5             | 5            |